# Гударехи
Гударехи (груз. გუდარეხი) — село в Грузии, на территории Тетрицкаройского муниципалитета края (мхаре) Квемо-Картли.

## География
Село находится в юго-восточной части Грузии, на левом берегу реки Гударехисцкали (правый приток Алгети), на расстоянии приблизительно 4 километров (по прямой) к северу от города Тетри-Цкаро, административного центра муниципалитета. Абсолютная высота — 1110 метров над уровнем моря.

## Население
По результатам официальной переписи населения 2014 года в Гударехи проживало 12 человек (7 мужчин и 5 женщин). В национальной структуре населения грузины составляли 91,7 %, русские — 8,3 %.
| Год  | Население, человек |
| ---- | ------------------ |
| 2002 | 10                 |
| 2014 | ↗ 12               |